# Kurska kosa
Kurska kosa (litovsko Kuršių nerija, rusko Ку́ршская коса́ (Kuršskaja kosa), nemško Kurische Nehrung, latvijsko Kuršu kāpas) je 98 km dolga, 0,4–4 km široka, ukrivljena peščena sipina - kosa, ki ločuje Kursko laguno od obale Baltskega morja. Njen južni del leži v Kaliningrajski oblasti v Rusiji, severni pa v jugozahodni Litvi. Od leta 2000 je na seznamu Unescove svetovne dediščine, ki si jo delita obe državi.

## Geografija
Kurska kosa se razteza od Sambijskega polotoka na jugu do svojega severnega vrha ob ozki ožini, čez katero je pristaniško mesto Klaipėda na celinskem delu Litve. Severni 52 km dolg odsek polotoka Kurske kose pripada Litvi, preostali del pa je Kaliningrajski oblasti v Rusiji. Širina kose se giblje od 400 m v Rusiji (blizu vasi Lesnoj) do največ 3800 m v Litvi (le severno od Nide).

## Geološka zgodovina
Kurska kosa je nastala okoli 3. tisočletja pred našim štetjem. Temelj je bila ledeniška morena, pozneje so vetrovi in morski tokovi prispevali dovolj peska, da so dvignili in ohranili tvorbo nad morsko gladino.
Obstoj te ozke plitvine je sam po sebi ogrožen zaradi naravnih procesov, ki urejajo značilnosti obrežja. Odvisno je od dinamičnega ravnovesja med transportom peska in nanašanjem. Če bi (hipotetično) izvorno območje proti jugozahodu bilo odrezano, recimo, z veliko pristaniško konstrukcijo s pomolom, bi kosa erodirala in sčasoma izginila. Gre torej za geološko gledano efemerno obalo. Najverjetnejši razvoj pa je, da se bo plitev zaliv znotraj Kurske kose sčasoma napolnil z usedlinami in tako ustvaril novo kopno.

## Zgodovina

### Mitologija
Po baltski mitologiji je Kursko koso oblikoval velikan Neringa, ki se je igral na morski obali. Ta otrok se pojavlja tudi v drugih mitih (v nekaterih od njih je prikazan kot močna mlada ženska, podobna ženski različici grškega Herakleja).

### Srednji vek
Od okoli leta 800 do 1016 je bil na polotoku kraj Kaupa, večje pogansko trgovsko središče, ki še ni bil izkopan. Tevtonski vitezi so to območje zasedli v 13. stoletju in zgradili svoje gradove v Memelu (1252), Neuhausenu (1283) in pri Rossittenu (1372). Kosa je bila morda dom zadnjega živečega govorca zdaj že izumrlega baltskega jezika, stare pruščine.

### Bivališče Kuršev
V 16. stoletju so se začeli pomembni vplivi ljudi na to območje. Krčenje gozdov zaradi prekomerne paše, spravila lesa in gradnje čolnov za bitko pri Gross-Jägersdorfu leta 1757 je povzročilo, da so sipine prevzele polotok in pokopale cele vasi. Prepričana zaradi teh težav je pruska vlada sponzorirala obsežno ozelenitev in ponovna pogozdovanja, ki so se začela leta 1825. Drugi viri pripisujejo začetek pogozdovanja polotoka Georgeu Davidu Kuwertu, lastniku poštne postaje v Nidi konec 19. stoletja. Zaradi teh prizadevanj je velik del polotoka zdaj pokrit z gozdom.
V 19. stoletju so Kursko koso naselili predvsem Kurši, s pomembno nemško manjšino na jugu in litovsko manjšino na severu. Prebivalstvo Kuršev se je na koncu zmanjšalo zaradi asimilacije in drugih razlogov; danes so skoraj neobstoječi oziroma so bili že pred letom 1945, ko je polotok postal etnično nemški.

### Umetniška kolonija
Pokrajina sipin okoli Nide je od poznega 19. stoletja postala priljubljena pri slikarjih krajine in živali iz umetniške šole Kunstakademie Königsberg. Lokalno gostišče Herman Blode je bila jedro kolonije umetnikov ekspresionistov (Künstlerkolonie Nidden). Tu je leta 1890 ostal tu Lovis Corinth, ki so mu sledili umetniki, kot so Max Pechstein, Alfred Lichtwark, Karl Schmidt-Rottluff in Alfred Partikel. Slikarji iz Königsberga, kot sta Julius Freymuth in Eduard Bischoff, so obiskali območje, prav tako pesnika, kot sta Ernst Wiechert in Carl Zuckmayer. Med drugimi so bili gostje Ernst Kirchner, Ernst Mollenhauer, Franz Domscheit in Herrmann Wirth. Slikarji so po navadi bivali v Blodejevem gostišču in nekatera svoja dela pustili pri njem. Nekateri so v bližini zgradili tudi svoje počitniške rezidence.

### 20. stoletje
Do 20. stoletja se je večina ljudi na območju preživljala z ribolovom. Od leta 1901 do 1946 je vasica Rossitten, danes Rybachy, postala mesto  observatorija za ptice, prvega na svetu, ki ga je tam ustanovil nemški ornitolog Johannes Thienemann zaradi pomembnosti polotoka kot koridorja za preseljevanje ptic.
Po prvi svetovni vojni je Nidden / Nida, v skladu z Versajsko pogodbo iz leta 1919, skupaj s severno polovico Kurske kose postala del regije Klajpeda in jo je leta 1923 priključila Litva. - meja s preostalo vzhodno prusko polovico polotoka je ležala le nekaj kilometrov proti jugu.
Leta 1929 je Nobelov nagrajenec pisatelj Thomas Mann obiskal Nido med počitnicami v bližnjem Rauschnu in se odločil, da bo na hribu nad laguno postavili poletno hišo, ki so jo domačini zasmehovali kot kočo strica Toma (Onkel Toms Hütte). Z družino je preživel poletja 1930–32 v slamnati koči, tu je  napisal dela epskega romana Jožef in njegovi bratje (Joseph und seine Brüder). Zaradi nacistične grožnje, je Mann zapustil Nemčijo po Hitlerjevem Machtergreifungu leta 1933 in se ni več vrnil v Nido. Potem ko je bilo območje Klajpede leta 1939 spet priključeno nacistični Nemčiji, je bila njegova hiša po nalogu Hermanna Göringa zasežena in je služila kot rekreacijski dom za časnike Luftwaffe.
Nemško prebivalstvo so po drugi svetovni vojni okupatorske sovjetske sile s silo izgnale, spremljalo jih je široko etnično čiščenje. Kot drugje v današnji Kaliningrajski oblasti je bila asimilacija ozemlja in kolonizacija ruskih naseljencev zaključena s spreminjanjem zgodovinskih nemških toponimov v ruske v celotnem rusko nadzorovanem delu polotoka.

### Danes
Po razpadu Sovjetske zveze je zacvetel turizem. Mnogi Nemci, večinoma potomci prebivalcev tega območja, so izbrali Kursko koso (zlasti Nido, saj za Nemce v Litvi vizumi niso potrebni) kot svojo počitniško destinacijo.

## Kurši
Medtem ko so danes Kurši (latvijsko kursi, kurši, kursko narečje Kursenieki, Kāpenieks), skoraj izumrla baltska etnična skupina, ki živi vzdolž Kurske kose, se je leta 1649 naselje Kuršininkai razprostiralo od Memelja (Klajpeda) do Danziga (Gdansk). Kurše so na koncu asimilirali Nemci, razen ob Kurski kosi, kjer nekateri še vedno živijo. Kurši so veljali za Latvijce po prvi svetovni vojni, ko se je Latvija osamosvojila od Ruskega imperija, upoštevaje jezikovne argumente. To je bila utemeljitev latvijskih zahtevkov nad Kursko koso, Memelom in drugimi ozemlji Vzhodne Prusije, ki so jih kasneje opustili.
- Zastava Kuršev, Nida
- Krikštas, pokopno znamenje
- Staro pokopališče v Nidi
- Mala gostilna in kavarna v Nidi
- Ribja restavracija v Nidi

## Trenutno stanje
Kurska kosa je dom najvišjih premikajočih (plavajočih) peščenih sipin v Evropi. Njihova povprečna višina je 35 metrov, nekatere pa dosežejo višino 60 metrov. Na in ob polotoku je več ekoloških skupnosti, od zunanjih plaž do grebenov sipin, mokrišč, travnikov in gozdov. Lokacija na vzhodnoatlantski preletni poti pomeni, da jo pogosto obiskujejo vodne ptice selivke. Med spomladanskimi in jesenskimi selitvami leti od 10 do 20 milijonov ptic in mnoge se tu ustavijo, da bi se spočili ali pasle.
Tako ruski kot litovski del polotoka sta narodna parka.
Naselja Kurske kose (od severa do juga) so: Smiltynė, Alksnynė, Juodkrantė, Pervalka, Preila, Nida, Morskoe, Ribačij in Lesnoj. Prvih šest je na litovski strani, zadnja tri pa na ruski strani. Ruska stran Kurske kose spada v okrožje Zelenogradskega okrožja Kaliningrajske oblasti, litovska stran pa je razdeljena med mestno občino Klaipėda in občino Neringa.
Obstaja ena sama cesta, ki prečka celotno dolžino Kurske kose. Na ruski strani gre do Zelenogradska, na litovski strani pa do Smiltynė. Polotok ni povezan s celinsko Litvo. Avto-trajekti zagotavljajo prometno povezavo med Smiltynėjem, ki je na polotoku, in pristaniškim mestom Klajpeda.
Kurska kosa je od leta 2000 na seznamu Unescove svetovne dediščine po kulturnih merilih "v" (izjemen primer tradicionalne človeške naselbine, rabe zemljišč ali uporabe morja, ki je reprezentativna za kulturo [...] ali človekova interakcija z okoljem, zlasti kadar postane ranljiva pod vplivom nepovratnih sprememb).
Trenutno obstaja potreba po rušenju številnih domov na Kurski kosi. Ti domovi so v lasti ljudi, ki so jim dovoljenja za gradnjo dali skorumpirani uradniki lokalnih oblasti. Zahteva po porušitvi stanovanj temelji na dejstvu, da je polotok svetovna dediščina in edine strukture, ki bi jih bilo dovoljeno graditi izven uradnih naselij, so bile ribiške kolibe.

## Turizem
Največje mesto na polotoku je Nida v Litvi, priljubljeno letovišče, ki ga večinoma obiskujejo litovski in nemški turisti. Severna obala Kurske kose je mesto plaž za turiste.

### Sipina Parnidis in sončna ura
Peščena sipina Parnidis, ki jo premikajo ostri vetrovi, se dviga do 52 metrov visoko. Razlaga imena sipine Parnidis - lokalni prebivalci verjamejo, da ime izvira iz besedne zveze, ki pomeni 'prišel čez Nido', ker je ta premikajoča sipina večkrat prešla skozi vas Nida. Znanstveniki so ocenili, da vsak človek, ki se vzpenja ali spušča po strmih pobočjih sipin, premakne več ton peska, zato je pohodnikom dovolijo plezanje le po določenih poteh.
Na sipini Parnidis je bila leta 1995 zgrajena granitna sončna ura, ki natančno prikazuje čas. Sončna ura je bila obnovljena leta 2011 po neurju. Je kamnit steber visok 13,8 m in težak 36 ton. Sestavljen je iz majhnih stopnic, pokritih z granitnimi ploščami, vklesanimi z urnimi in polurnimi zarezami, pa tudi po eno zarezo za vsak mesec in štirimi dodatnimi zarezami za solsticij oz. enakonočji. Z astronomskega vidika je spina Parnidis idealen kraj za sončno uro v Litvi.

## Okoljski pomisleki
Skrb se za okolje, povezana s Kursko koso, je pogosto promovirana kot zatočišče čiste narave.
Zaradi pomena turizma in ribolova za regionalno gospodarstvo lahko onesnaževanje morja in obalnih vod povzroči katastrofalne posledice za območje, saj bi bila ogrožena edinstvena narava in gospodarstvo.
Gradnja obalne vrtalne naprave (naftno polje Kravcovskoje (D-6)) v teritorialnih vodah Rusije, 22,5 km od obalne črte Kurske kose, je sprožila zaskrbljenost zaradi možnega razlitja nafte. Med letoma 2002 in 2005 so lokalni okoljevarstveniki Kaliningrajske oblasti  in Litve  protestirali proti načrtom Lukoila za izkoriščanje naftnega polja in utemeljevali z morebitno veliko škodo okolju in turizmu (ključni vir dohodka na tem območju) v primeru puščanja olja. Te skrbi niso odmevale v vladi Rusije. Vendar jih je podprla litovska vlada. Naftno polje je približno 4 km od meje litovskih teritorialnih voda; prevladujoči severni tok pomeni, da bi litovske obale v primeru uhajanja prenesle več potencialne škode. Nasprotovanje delovanju D-6 ni zadostilo mednarodni podpori, naftna ploščad je bila odprta leta 2004. V prvem desetletju 21. stoletja sta se državi dogovorili za skupno presojo vplivov projekta D-6 na okolje, vključno z načrti za ublažitev razlitja nafte. Projekt ocenjevanja in ublažitve posledic od leta 2010 ni bil zaključen.
Druga skrb je, da povečan turizem uničuje samo naravo, ki ga privlači. Zaradi tega so bili sprejeti zaščitni ukrepi, kot je prepoved pohodništva na določenem območju polotoka.
Naravne nevarnosti so v Kurski kosi nevarnejše kot drugod v Litvi ali Kalinjingrajski oblasti. Tam so na primer močnejše nevihte. Zaradi pomembnosti dreves za preprečevanje erozije tal nastajajo gozdni požari, ki se zgodijo poleti, in zato bolj nevarni za ekologijo.